# Melantio (Odisea)
Melantio (en griego antiguo: Μελάνθιος), hijo de Dolio, es un personaje secundario en la Odisea de Homero: el cabrero esclavizado de Odiseo. En cambio, sus compañeros esclavos, el pastor de vacas Fileo y el porquero Eumeo, se mantuvieron leales a Odiseo durante sus veinte años de peregrinación, al igual que el padre de Melantio y sus seis hermanos.

## Mitología
Melantio proporciona las mejores cabras del rebaño para un banquete para los pretendientes de Penélope. Sirve a los pretendientes en la mesa del comedor, sirviéndoles vino o encendiendo un fuego en el salón cuando se lo piden. Al parecer, muchos de ellos lo aprecian: se dice que Eurímaco es el que más lo aprecia y le permiten comer en el mismo comedor con los pretendientes.
Odiseo, disfrazado de mendigo y acompañado de Eumeo, se encuentra con Melantio en su camino hacia la ciudad, junto a la fuente dedicada a las ninfas. Melantio inmediatamente se burla de Odiseo y procede a patearlo en la cadera, sin darse cuenta de que en realidad está deshonrando a su amo, lo que hace que Odiseo considere atacarlo. Más tarde, cuando Odiseo es llevado ante los pretendientes, Melantio afirma que no sabe nada del extraño y que sólo Eumeo es responsable de haberlo llevado ante él. Su discurso da como resultado que los pretendientes reprendan a Eumeo.
Al principio de la pelea con los pretendientes, Eumeo y Filecio atrapan a Melantio intentando robar más armas y armaduras para los pretendientes. Por orden de Odiseo, lo atan y lo cuelgan de las vigas, donde Eumeo se burla de él. Después de ganar la pelea, Telémaco (el hijo de Odiseo), Eumeo y Filecio cuelgan a los doce esclavos, incluida la hermana de Melantio, Melantio. Luego Melantio es llevado al patio interior, donde unos individuos le cortan la nariz y las orejas con una espada, le arrancan los genitales para dárselos a los perros y luego, en su furia, le cortan las manos y los pies.
Según Malcolm Davies del St. John's College de Oxford, el texto no especifica quién mutila a Melantio. Rick Newton, de la Universidad Estatal de Kent, afirmó que "no hay ninguna indicación" de que Telémaco no participara en la ejecución de Melanto, y no se responde "explícitamente" si Odiseo pidió a los tres que mataran a Melanto. Newton identificó a Eumeo y a Filecio entre los participantes de la mutilación. El texto no dice explícitamente que Melantio sucumba a esas heridas. Davies afirmó que creía que Melantio sobrevivió a las heridas. Según Davies, la naturaleza de la mutilación de Melantio muestra su bajo estatus social, en comparación con las muertes más nobles de los pretendientes. Según Davies, Melantio se convierte en un «cadáver viviente», enfrentándose al «ridículo», resultado de un «castigo espantoso y humillante». Newton afirma que Melantio muere a causa de sus heridas y que la mutilación es una «ejecución». A Dictionary of Greek and Roman biography and mythology, editado por William Smith, afirmó que Odiseo fue responsable de la muerte de Melanto, y que dicha muerte fue cometida "cruelmente". Mark Buchan, en Ramus, afirmó que Melantio muere y que la mutilación de las manos y los pies, así como la del pene, muestran simbolismo; Buchan argumentó que las primeras partes del cuerpo se utilizan en combate y la segunda es una "expresión más obvia de su hombría".

## En la tradición posclásica
Melantio aparece como un personaje en la adaptación cantada de la Odisea, Epic: el Musical, en esta versión siendo un noble, y uno de los pretendientes de Penélope. Cuenta con la voz de Jamie Wiltshire.

## Homónimo
- 12973 Melanthios, un asteroide joviano